# Calliphora montevidensis
Calliphora montevidensis är en tvåvingeart som först beskrevs av Jacques-Marie-Frangile Bigot 1877.  Calliphora montevidensis ingår i släktet Calliphora och familjen spyflugor.
Artens utbredningsområde är Uruguay. Inga underarter finns listade i Catalogue of Life.